# Jackie Young
Jackie Young (* 16. September 1997 in Princeton, Indiana) ist eine US-amerikanische Basketballspielerin der nordamerikanischen Profiliga Women’s National Basketball Association (WNBA). 

## Karriere
Vor ihrer professionellen Karriere in der WNBA spielte Young von 2016 bis 2019 College-Basketball für die  University of Notre Dame in der Liga der National Collegiate Athletic Association (NCAA). Im Jahr 2018 gewann sie mit ihrem Team die NCAA Division I Basketball Championship.
Beim WNBA Draft 2019 wurde sie an 1. Stelle von den Las Vegas Aces ausgewählt, für die sie seither in der nordamerikanischen Basketballprofiliga der Damen spielt. In der Saison 2022 gewann sie mit den Las Vegas Aces die WNBA-Meisterschaft und wurde außerdem mit dem WNBA Most Improved Player Award ausgezeichnet. Die WNBA-Meisterschaft konnte Young mit den Las Vegas Aces in der Saison 2023 verteidigen.
Im Laufe ihrer bisherigen WNBA-Karriere erzielte Jackie Young unter anderem die folgenden Erfolge und Auszeichnungen:
- 2× WNBA Champion (2022, 2023)
- 3× WNBA All-Star (2022, 2023, 2024)
- WNBA Most Improved Player Award (2022)
- All-WNBA Second Team (2022)

### Unrivaled
Jackie Young nahm Anfang 2025 als Spielerin des Teams Laces BC an der Premieren-Saison der neu gegründeten 3×3-Basketball-Liga für Frauen Unrivaled teil.

## Nationalmannschaft
Bei den Olympischen Sommerspielen 2020 in Tokio, die bedingt durch die COVID-19-Pandemie erst im Juli und August 2021 stattfanden, gewann Young beim 3×3-Basketballturnier der Frauen mit dem US-Team ihre erste olympische Goldmedaille. Drei Jahre später holte sie außerdem mit der Nationalmannschaft der Vereinigten Staaten die Goldmedaille bei den Olympischen Sommerspielen 2024.